# Almuth Ullerich
Almuth Ullerich-Murawski (* vor 1940) ist eine deutsche Schauspielerin, Hörspielsprecherin und Hörfunkmoderatorin.

## Wirken
Ullerich begann ihre Laufbahn als Schauspielerin in Theater und Film Ende der 1950er Jahre. Sie wirkte in der Spielzeit 1957/58 an den Städtischen Bühnen Frankfurt in Der Walzer der Toreros von Jean Anouilh mit und hatte von 1959 bis 1969 ein Engagement am Stadttheater Mainz. Zwischen 1958 und 1986 war sie in Fernsehfilmen und Fernsehserien zu sehen. Meist vom Südwestfunk produzierte Hörspielaufzeichnungen mit ihrer Beteiligung gibt es aus den Jahren 1961 bis 1996 Ullerich ist seit Mitte der 1970er Jahre für den Südwestfunk beziehungsweise Südwestrundfunk Rheinland-Pfalz tätig, unter anderem als SWR4-Radiomoderatorin. Sie führt Lesungen durch und präsentiert Volkstümliche Musik. Ihre Moderationen trägt sie häufig in Dialekt vor. Ihr Sohn ist der Schriftsteller Leif Murawski.

## Filmografie (Auswahl)
- 1958: Biologie und Tennis (Fernsehfilm)
- 1964: Vorsicht Falle! (Fernsehserie, 1 Folge)
- 1967–1968: Bürgerkrieg in Rußland (Fernseh-Fünfteiler)
- 1968: Sir Roger Casement (Fernseh-Zweiteiler)
- 1968: Johannes durch den Wald (Fernsehfilm)
- 1974: Tod eines Mannequins (Fernsehfilm)
- 1976: Zwickelbach & Co. (Fernsehserie, 1 Folge)
- 1977: Notarztwagen 7 (Fernsehserie, 1 Folge)
- 1978: Ausgerissen! Was nun? (Fernsehserie, 1 Folge)
- 1982: Hambacher Frühling (Fernsehfilm)
- 1986: Ein Fall für zwei (Fernsehserie, 1 Folge)

## Hörspiele (Auswahl)
- 1961: Willy Haas: Die letzte Nacht des Johann Heinrich Merck – Regie: Albert Pelle, Schilling
- 1964: Heinz Lorenz: Das Huhn auf der Grenze – Regie: Georg Aufenanger
- 1964: Kurt Tucholsky: Schloß Gripsholm – Regie: Martin Trautwein
- 1965: Walter Lenz: Kurz nach zwölf – Regie: Georg Aufenanger
- 1965: Werner Helmes: Prinz Paris – Regie: P. Walter Jacob
- 1965: Inge Reitz-Sbresny: Das Kulturinstitut – Regie: Heinz Stöwer
- 1966: Heinrich Kraus: Don Schang – Regie: Klaus Groth
- 1966: Inge Reitz-Sbresny: Als Pirett – Regie: Heinz Stöwer
- 1974: Werner Helmes: Alltags-Dialog – Regie: Herbert Kocks
- 1982: Heinrich Heym: Der Prozess Gretchen – Regie: Uwe Koschel
- 1990: Michael Bauer: Die Els' – Regie: Manfred Miller
- 1996: Alfred Probst: Sepultur im Kolumbarium – Regie: Ferdinand Ludwig

## Weblink
- Almuth Ullerich bei IMDb